# Cergnago
Cergnago (Sargnàgh o Sargnàch in dialetto lomellino) è un comune italiano di 653 abitanti della provincia di Pavia in Lombardia. Si trova al centro della Lomellina. Il nucleo più antico del paese sorge su un modesto colle, presso il torrente Arbogna, affluente dell'Agogna.

## Storia
Cergnago appare fin dal X secolo come Cirniaco. Apparteneva allora alla Contea di Lomello, che nel XII secolo fu annessa al territorio pavese (come ufficializzato nel 1164 con diploma di Federico I). Nel 1250 è citato come Cergnagum nell'elenco delle terre pavesi. Appartenne alla squadra (podesteria) di Mortara, di cui seguì le sorti, essendo unito nei secoli successivi al Marchesato di Mortara nei suoi vari passaggi; i Lonati, erroneamente citati da alcuni come feudatari, vi avevano dei redditi ma non la signoria. Nel XVIII secolo ne furono invece infeudati i Lomellini di Carmagnola. Cergnago passò nel 1743 sotto i Savoia. All'inizio del XIX secolo venne aggregato il piccolo comune di Abbazia di Erbamara.
Abbazia Erbamara si sviluppò attorno al monastero di San Pietro di Erbamara o Erbamala, fondato nel 1170 da una donazione del feudatario Uberto de' Olevano e appartenente all'ordine di Vallombrosa. Godette di ampie immunità, costituendo quindi una signoria e un comune autonomo, che sopravvisse alla decadenza del monastero, ridotto a commenda e soppresso forse nel XVII secolo. Il piccolo comune di Erbamara fu aggregato a Cergnago all'inizio del XIX secolo, probabilmente nel 1818. L'attuale cascinale cui annessa una piccola chiesetta fu edificato alla fine del XIX secolo.

### Simboli
Il comune di Cergnago non ha ancora adottato uno stemma né un gonfalone.

## Monumenti e luoghi d'interesse
- In centro al paese è interessante il Palazzo Plezza, imponente costruzione ubicata su un piccolo rilievo il cui nucleo originario riconduce a quello che ancora oggi viene chiamato "castello".
- Nelle vicinanze del palazzo sorge la chiesa parrocchiale di Sant'Elena costruita verso la metà del XVII secolo dopo che la precedente chiesa romanica venne incendiata da truppe francesi (1658). Di stile barocco conserva all'interno l'altare maggiore e sei cappelle un tempo di patronato dei nobili locali. Il campanile cadde nel 1966 e fu subito ricostruito.
- Nella via principale si trova la chiesa dei SS. Francesco e Giovanni Battista risalente al XIV secolo.
- Sulla statale per Mortara sorge la chiesa della Madonna di Santo Stefano, molto antica (XII secolo) e un tempo di patronato della famiglia Olevano. Rovinata dal tempo e dall'incuria, fu restaurata e restituita al culto agli inizi del XIX secolo. All'interno, di forma rettangolare, presenta due altari laterali dedicati a san Rocco e sant'Anna e un altare maggiore con un dipinto della Madonna con Bambino che la tradizione vuole staccato dalla chiesa di Santa Maria di Melegnano, distrutta nel 1595, che sorgeva presso la vicina cascina Melegnana, in territorio di Olevano di Lomellina.

## Società

### Evoluzione demografica
Abitanti censiti

## Cultura

### Cucina

#### Sagra del Risotto
Ogni Settembre si svolge la popolare sagra di paese dove si potrà degustare ogni tipo di risotto. 

### Eventi

#### Gran Premio del Risotto
Gara di macchine a pedali, dove varie squadre (contrade) si contendono l'ambita Coppa.

## Infrastrutture e trasporti
Fra il 1884 e il 1933 la località era servita da una fermata della tranvia Mortara-Ottobiano-Pieve del Cairo.